# Muszyna
Muszyna [muˈʂɨna] est une ville du sud de la Pologne dans la Voïvodie de Petite-Pologne. C'est un nœud ferroviaire et sa population en 2006 était de 4 989 habitants. Le centre-ville se situe à 2 km de la frontière slovaque.